# Krajowy Szlak Niebieski
Krajowy Szlak Niebieski (OKT, węg. Országos Kéktúra, Kéktúra) – węgierski szlak pieszy, będący częścią Europejskiego długodystansowego szlaku pieszego E4. Szlak rozpoczyna się na szczycie Írott-kő (884 m n.p.m.) na granicy węgiersko-austriackiej i przecina Węgry w poprzek, kończąc się 1128 km później we wsi Hollóháza przy granicy węgiersko-słowackiej. Nazwa Kéktúra (niebieski szlak) jest odniesieniem do oznaczenia szlaku: poziomy niebieski pas między dwoma pasami białymi.
Wzdłuż swojej trasy, OKT przemierza najprawdopodobniej najpiękniejsze naturalne i stworzone przez człowieka zabytki Węgier, to jest kilkanaście twierdz i zamków, wież widokowych, trzy obiekty światowego dziedzictwa (panorama u ze wzgórz, stara wioska Hollókő i jaskinie Aggteleku), Balaton, Zakole Dunaju i wygasłe wulkany koło Tapolcy itp.
Według najnowszych pomiarów prowadzonych w 2007 przy użyciu systemu GPS, całkowita długość ma mierzyć 1 128,2 km, a całkowita suma przewyższeń ma wynosić 30 213 metrów w kierunku zachodnio-wschodnim na całej trasie.

## Historia Krajowego Szlaku Niebieskiego
Krajowy Szlak Niebieski (OKT) był pierwszym długodystansowym szlakiem pieszym nie tylko na Węgrzech, ale i w całej Europie. Jego przebieg został oznaczony po raz pierwszy w 1938, a długość w tym czasie wynosiła 910 km. Wielu węgierskich piechurów rozpoczęło pokonywanie całego szlaku po II wojnie światowej, więc Sekcja Piesza budapeszteńskiego KS Lokomotív ogłosiła ogólnokrajowe przejście „niebieskiego” szlaku w 1952.
Sekcja Miłośników Natury Związku Kolejarzy rozwinęła ten temat na poziomie narodowym w 1953 i wydała pierwsze broszury, ukazujące całą trasę na schematach map.
W późniejszych latach (1961) organizację i utrzymywanie Krajowego Szlaku Niebieskiego przejęło Stowarzyszenie Węgierskich Turystów „Przyjaciele Przyrody” (węg. Magyar Természetjáró Szövetség, MTSZ).
Ale OKT stał się znany wśród turystów dopiero na początku lat 80., kiedy węgierska telewizja nadawała programy o przebiegu szlaku. Twórcą i reżyserem tych programów był Pál Rockenbauer, który w tym czasie pracował w biurze reżyserskim „Natura” w węgierskiej telewizji.
Pál Rockenbauer stworzył mały zespół, który pokonał OKT w 76 dni w kierunku wschodnio-zachodnim. Nieśli wszystko (kamery, filmy i inny sprzęt) w swoich plecakach i wykonali całą pracę bez żadnej pomocy zewnętrznej.
Ich dzieło odniosło wielki sukces, program zwrócił uwagę ludzi na OKT. Wszyscy na Węgrzech dowiedzieli się o tym szlaku, a wielu rozpoczęło pokonywanie go w całości. Liczni turyści mają u siebie ten program na wideo lub DVD.
Pál Rockenbauer zmarł w 1987 podczas marszu po ścieżkach OKT koło wsi Katalinpuszta u podnóży góry Naszály. Została w tym miejscu postawiona drewniana kolumna ku jego pamięci obok trasy OKT.

## Potwierdzenie przejścia
Każdy może przejść cały szlak, albo pojedyncze etapy tylko dla rozrywki i bez jakichkolwiek potwierdzeń, ale pokonanie OKT jest bardzo ważną rzeczą w życiu węgierskich piechurów, więc mają swoje własne książeczki do potwierdzenia (kosztują 100 forintów).
Jest 147 punktów kontrolnych (miejsca z pieczęciami) na trasie OKT. Uczestnicy muszą potwierdzić przejście szlaku zaliczający każdy punkt kontrolny. Mogą to zrobić na ogół poprzez datowanie i opieczętowanie odpowiedniego pola w książeczce. Należy postawić pieczęć w każdym punkcie. Jeśli jest to niemożliwe, akceptuje się pieczęć najbliższego szlakowi miejsca, które nie jest zaznaczone w książeczce. OKT ma swoje własne pieczęcie z nazwami odpowiednich miejsc. Są usytuowane w karczmach lub sklepach, na dworcach kolejowych na ogół w kasach biletowych, ale często są w lesie w zwyczajowych niebiesko-białych skrzynkach przyczepionych do drzew albo na ogrodzeniach leśniczówek.
Na ogół turyści muszą zacząć lub skończyć wycieczkę w punkcie kontrolnym. Muszą więc przybić pieczęć dwa razy w jednym punkcie: na końcu etapu i na początku następnego, jeśli są to dwie różne daty. Jeśli dany punkt kontrolny jest na granicy oficjalnego etapu OKT, są dwa pola dla tego punktu w osobistej książeczce. W innych przypadkach jest tylko jedno pole, ale turyści muszą przybić pieczęć dwa razy: pierwszy raz w rubryce, drugi raz nad lub pod nią – gdzie tylko jest wystarczająco miejsca. Jeśli ktoś tylko dochodzi do punktu i idzie dalej, wystarczy jedna pieczęć.
Akceptuje się zdjęcia, jeśli widać na nich jasno miejsce i osobę razem. Po przejściu całej trasy OKT należy zanieść książeczkę do właściwego komitetu przyjaciół natury w Budapeszcie lub na prowincji, gdzie przejście szlaku jest sprawdzane i potwierdzane. Tam też otrzymuje się odznakę.

## Nagrody za pokonanie Niebieskiego Szlaku
Każdy, kto pokona OKT otrzymuje Odznakę Niebieskiego Szlaku MTSZ, która jest darmowa dla członków MTSZ. Nie-członkowie mogą kupić sobie odznakę. Ma ona formę nieregularnego czworokąta z przedstawieniem drogi prowadzącej w góry z oznaczonym na niebiesko drogowskazem, a poniżej na czerwonym tle słowa „Országos Kék-túra MTSZ”. MTSZ wydaje odznaki – jeśli jest to możliwe – na malej uroczystości. Zachowuje dane ludzi, którzy pokonali cały OKT,
Liczba osób, które pokonały cały szlak wynosiła ponad 2100 w 2007. Wielu ludzi pokonało OKT dwa razy lub częściej.
Są trzy etapy na szlaku OKT, które mają swoje własne nagrody:
1. Przejście trasy Dorog – Nógrád przez góry Pilis, Budy i Börzsöny – 138,8 km, 4490 m przewyższenia.
2. Przejście Mátry i Gór Bukowych przez szlaki wyżej wymienionych gór – 120 km, 4360 m przewyższenia
3. Niebieski Szlak w Komitacie Veszprém między miastami Sümeg i Bodajk przez Wyżynę Balatońską i Las Bakoński – 247,8 km, 5360 m przewyższenia

MTSZ stworzył też Dziecięcy Szlak Niebieski (Gyermek Kéktúra, GYKT) o skróconym dystansie 300 km, dla dzieci od 6 do 14 lat, dzielący się na 9 regionów:
- Wzgórza Kőszeg – Mała Nizina Węgierska
- Wyżyna Balatońska
- Las Bakoński
- Wzgórza Vértes – Wzgórza Gerecse
- Gory Pilis – Góry Budy
- Góry Börzsöny – Góry Czerhat
- Góry Mátra
- Góry Bukowe – Wyżyna Aggtelek
- Czerhat – Góry Zemplińskie

Dzieci, które pokonają co najmniej 50 km w danym regionie, otrzymują regionalną odznakę GYKT. Jeśli długość pokonanych etapów osiąga 300 km, dzieci otrzymują krajową odznakę GYKT. W przypadku zorganizowanej grupy dzieci, ich przewodnik może otrzymać odznakę, jeśli ilość dzieci przekracza 6.
Uczestnicy mogą otrzymać w danym regionie tylko jedną odznakę, niezależnie od pokonanego dystansu.
Długość etapu w regionie wynosi ok. 100-150 km. Jeśli dziecko ma już odznakę w regionie, z powodu przejścia co najmniej 50 km, nie otrzyma nowej, jeśli pokona dalsze 50 km w tym regionie. Te warunki dotyczą także krajowej odznaki GYKT.
Dystans pokonany przy GYKT może być też wliczony do OKT. Potwierdzenie przejścia jest takie samo, jak przy OKT.

## Odległości, przewyższenia i czasy przejścia
|          | Etap (z – do)                                             | Odległość (km) | Przewyższenie (+/- m) | Czas (godz.:min.) |
| -------- | --------------------------------------------------------- | -------------- | --------------------- | ----------------- |
| 1. etap  | Írott-kő – Sárvár                                         | 69,5           | +541/-1265            | 18:11'            |
| 2. etap  | Sárvár – Sümeg                                            | 72,3           | +553/-518             | 18:58'            |
| 3. etap  | Sümeg – Keszthely                                         | 43,8           | +792/-836             | 12:11'            |
| 4. etap  | Keszthely – Tapolca                                       | 27,0           | +510/-509             | 7:35'             |
| 5. etap  | Tapolca – Badacsonytördemic                               | 16,7           | +477/-394             | 4:57'             |
| 6. etap  | Badacsonytördemic – Nagyvázsony                           | 45,4           | +1646/-1340           | 14:02'            |
| 7. etap  | Nagyvázsony – Városlőd-Kislőd                             | 24,1           | +603/-557             | 7:00'             |
| 8. etap  | Városlőd-Kislőd – Zirc                                    | 41,0           | +1128/-1045           | 12:03'            |
| 9. etap  | Zirc – Bodajk, Csókakő                                    | 58,9           | +1338/-1578           | 16:53'            |
| 10. etap | Bodajk, Csókakő – Szárliget                               | 49,7           | +1322/-1235           | 14:34'            |
| 11. etap | Szárliget – Dorog                                         | 65,1           | +2000/-2098           | 19:32'            |
| 12. etap | Dorog – Piliscsaba                                        | 18,6           | +504/-402             | 5:27'             |
| 13. etap | Piliscsaba – Hűvösvölgy                                   | 20,9           | +541/-529             | 6:07'             |
| 14. etap | Hűvösvölgy – cegielnia Rozália (Bécsi út – ul. Wiedeńska) | 14,2           | +496/-602             | 3:45'             |
| 15. etap | cegielnia Rozália (Bécsi út – ul. Wiedeńska) – Dobogó-kő  | 22,2           | +1058/-486            | 7:17'             |
| 16. etap | Dobogó-kő – Visegrád, prom                                | 24,2           | +611/-1200            | 7:02'             |
| 17. etap | Nagymaros, prom – Nógrád                                  | 38,7           | +1571/-1465           | 12:15'            |
| 18. etap | Nógrád – Becske                                           | 60,2           | +1806/-1839           | 18:02'            |
| 19. etap | Becske – Mátraverebély                                    | 69,6           | +2047/-2087           | 20:43'            |
| 20. etap | Mátraverebély – Mátraháza                                 | 27,6           | +1303/-774            | 9:05'             |
| 21. etap | Mátraháza – Sirok                                         | 21,6           | +854/-1424            | 6:48'             |
| 22. etap | Sirok – Szarvaskő                                         | 19,9           | +582/-512             | 5:55'             |
| 23. etap | Szarvaskő – Putnok                                        | 57,3           | +2085/-2164           | 17:44'            |
| 24. etap | Putnok – Bódvaszilas                                      | 62,5           | +1615/-1598           | 18:12'            |
| 25. etap | Bódvaszilas – Boldogkőváralja                             | 62,7           | +1190/-1192           | 17:35'            |
| 26. etap | Boldogkőváralja – Bányi-nyereg (Sátoraljaújhely)          | 51,6           | +1580/-1557           | 15:39'            |
| 27. etap | Bányi-nyereg (Sátoraljaújhely) – Hollóháza                | 42,9           | +1460/-1345           | 13:08'            |
|          | Razem:                                                    | 1128,2         | +30213/-30550         | 332:24'           |